# Hautoho
Hautoho (Hautuho, Mau-toho) ist ein osttimoresischer Suco im Verwaltungsamt Remexio (Gemeinde Aileu).

## Geographie
Der Suco Hautoho liegt im Süden des Verwaltungsamts Remexio. Westlich liegt der Suco Maumeta und nördlich der Suco Fadabloco, von wo aus der Ausläufer eines Berges tief nach Hautoho hineinreicht. Im Süden grenzt Hautoho an das Verwaltungsamt Lequidoe mit seinen Sucos Fahisoi, Acubilitoho, Bereleu und Faturilau. Die Südgrenze bildet der Fluss Coioial. In ihn mündet der Tatamailiu, der Grenzfluss zu Fahisoi. Den östlichen Teil der Grenze bildet der Mailaha, der sich schließlich mit dem Coioial zum Coumal vereinigt. Die Flüsse gehören zum System des Nördlichen Laclós.
Vor der Gebietsreform 2015 hatte Hautoho eine Fläche von 15,27 km², gab aber im Nordwesten und bis tief in sein Zentrum Gebiete an Fadabloco ab. Hautoho hat nun eine Fläche von 10,72 km². Der Suco teilt sich in die drei Aldeias Aibutihun, Lebutu und Raemerhei (Raimerhei).
Nur kleine Straßen führen durch den Norden des Sucos. An ihr liegen im Nordwesten die Dörfer Aibutihun und Lebutu und im Nordosten Raemerhei und Klinkeon. In Lebutu liegt der Verwaltungssitz des Sucos. Dort stehen auch eine Grundschule, die katholische Kapelle Santa Cruz und die Pauluskirche Remexio der Igreja Evangélica Presbiteriana de Timor-Leste (IEPTL).

## Einwohner

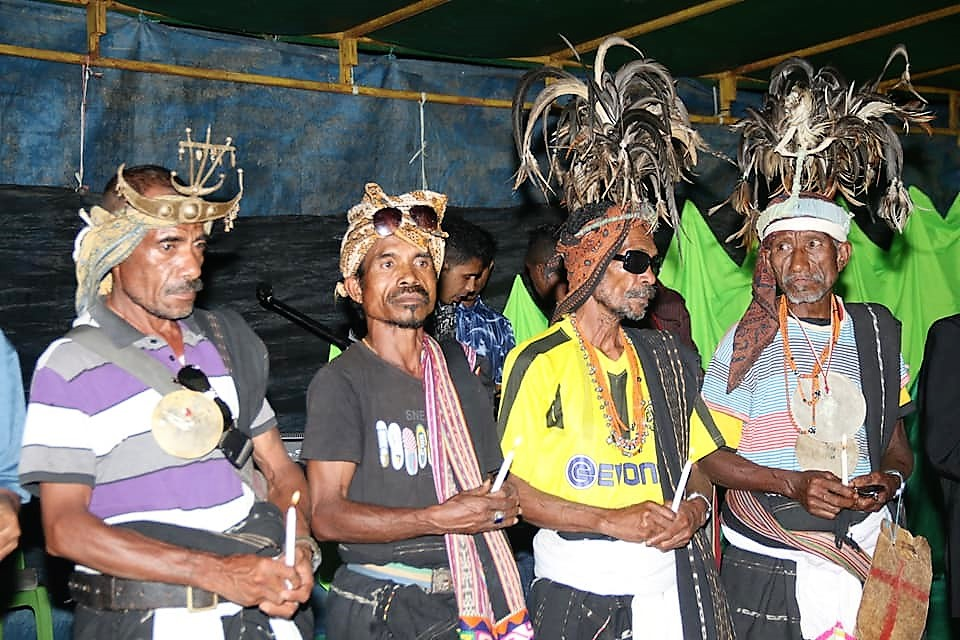
Würdenträger von Hautoho (2019)

Im Suco leben 1.008 Einwohner (2022), davon sind 509 Männer und 499 Frauen. Im Suco gibt es 192 Haushalte. Über 90 % der Einwohner geben Mambai als ihre Muttersprache an. Die restliche Bevölkerung spricht Tetum Prasa.

## Politik
Bei den Wahlen von 2004/2005 wurde Pedro da Costa zum Chefe de Suco gewählt. Bei den Wahlen 2009 gewann João da Silva und wurde 2016 im Amt bestätigt.